# Tabernacolo del Podestà

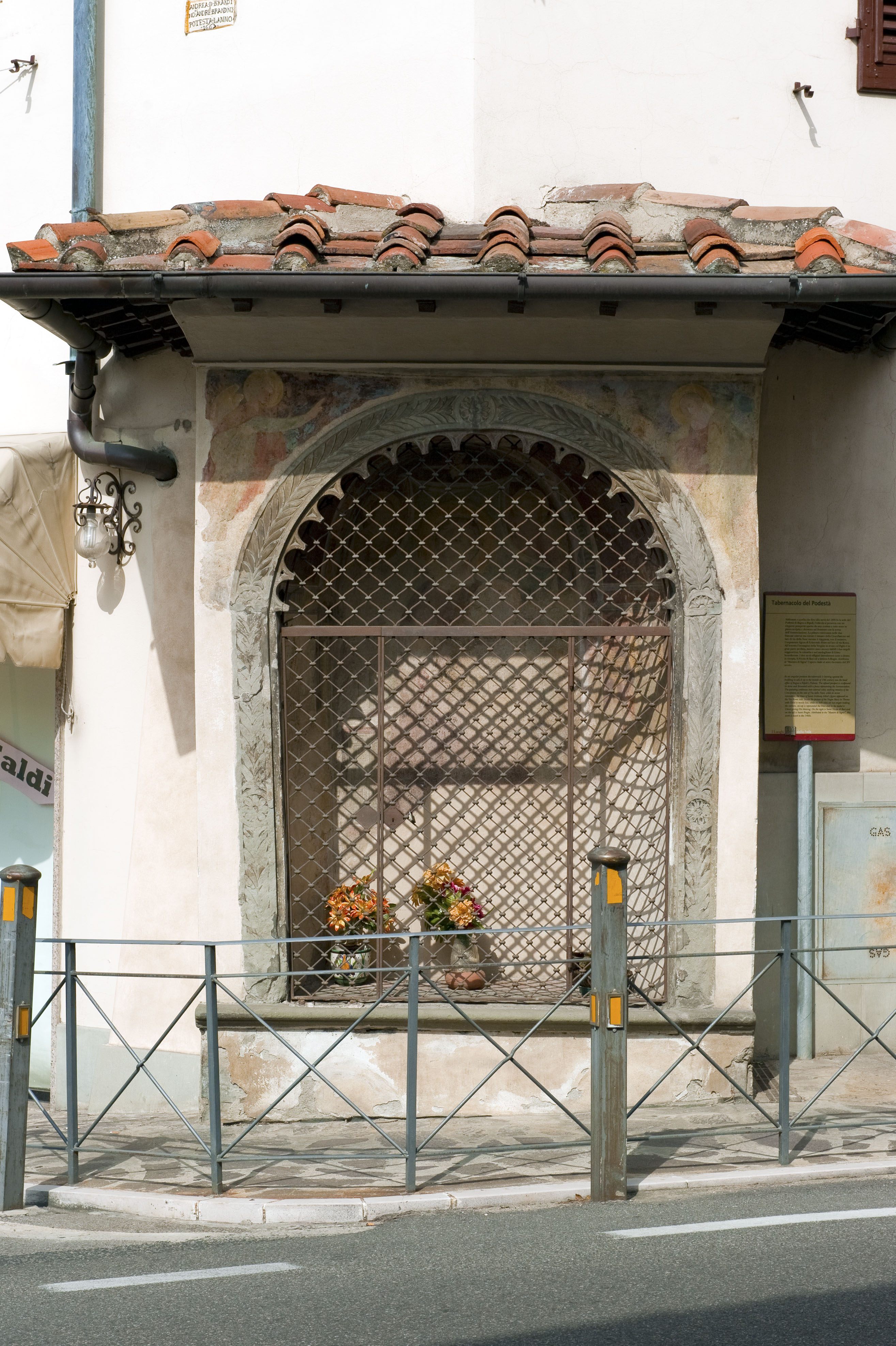
Tabernacolo del Podestà

Il tabernacolo del Podestà si trova all'incrocio tra via Roma e via della Nave a Rovezzano a Bagno a Ripoli, in provincia di Firenze.

## Descrizione

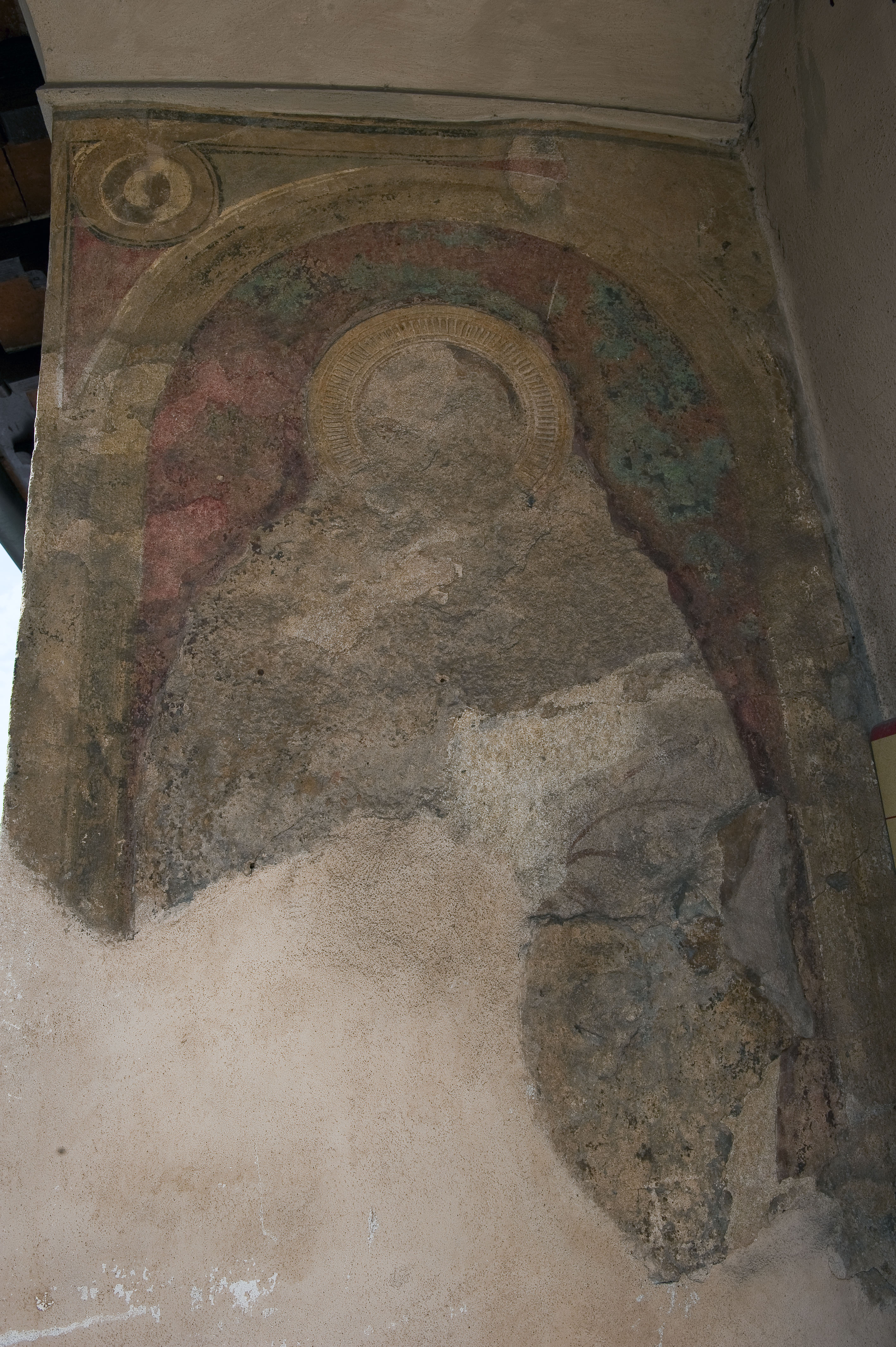
La figura di Sant'Antonio abate del Maestro di Signa

Addossata a quella che fino alla metà del XIX secolo fu la sede del podestà di Bagno a Ripoli, l'edicola si presenta con un prospetto aperto da una centina a tutto sesto in pietra scolpita e decorato sul frontone con la scena dell'Annunciazione. La pittura continuava sulle due fiancate esterne ma niente è rimasto della Crocifissione sul lato di via della Nave mentre è riapparsa con il restauro l'imponente figura di Sant'Antonio abate sul lato di via Roma.
All'interno l'immagine della Madonna in trono col Figlio è in gran parte perduta, mentre sono ancora visibili i due angeli reggicortina, la colomba e nel medaglione il Cristo benedicente. I due santi effigiati lateralmente sono, a destra in sinopia San Nicola di Bari e a sinistra San Biagio. Attribuita al Maestro di Signa l'opera risale al sesto decennio del XV secolo.